# نبيل نصير
نبيل نصير (11 أكتوبر 1938 – 2 أبريل 2016) كان لاعب كرة قدم مصري لعب كجناح أيسر لنادي الزمالك، كما لعب للمنتخب المصري. مثل مصر في دورة الألعاب الأولمبية الصيفية لعام 1960 ودورة الألعاب الأولمبية الصيفية لعام 1964، وكان أيضًا جزءًا من الفريق الذي احتل المركز الثاني في كأس الأمم الأفريقية لعام 1962. فاز نصير مع بلاده بالميدالية الذهبية في دورة الألعاب العربية عام 1965.

## حياته
ولد نبيل نصير في 11 أكتوبر 1938، وفي عام 1954، عندما كان عمره 16 عامًا، أُبلغ بموعد اختبارات فريق الناشئين بنادي الزمالك من قبل أحد زملائه في مدرسة قصر الدوبارة، محروس جابر، الذي كان هو نفسه لاعباً ناشئاً في الزمالك. كان لديه موعد للذهاب إلى الأهلي، لكنه فضل الزمالك. كانت أول مباراة لنصير مع الفريق الأول في عام 1958 ضد الترام في الدوري المصري الممتاز على ملعب النادي القديم بمنطقة البالون. سجل هدفًا شهيرًا في الأهلي في مباراة القمة، حيث سجل هدفاً في عبد الجليل أفضل حارس مرمى في مصر في ذلك الوقت. فاز مع الزمالك بلقب الدوري المصري الممتاز ثلاث مرات في (1959-60، 1963-64، 1964-65). كما فاز مع الزمالك بثلاثة ألقاب لكأس مصر في (1958–59، 1959–60، 1961–62).
مع منتخب مصر، لعب نصير لبلاده في كأس الأمم الأفريقية 1962، حيث احتل المصريون المركز الثاني. كما مثل بلاده في دورة الألعاب الأولمبية الصيفية 1960 في روما ودورة الألعاب الأولمبية الصيفية 1964 في طوكيو، حيث احتلت مصر المركز الرابع. يُعرف نصير أيضًا بهدفه في مرمي البرازيل في مباراة ودية أقيمت في القاهرة في 1 مايو 1960 بعد فوز البرازيل بكأس العالم 1958. كان نصير جزءًا من الفريق الذي فاز بالميدالية الذهبية في دورة الألعاب العربية 1965 في القاهرة. أطلق عليه الصحافة المصرية لقب "ضابط الإيقاع". اعتزل كرة القدم الاحترافية في عام 1967.
بعد اعتزاله كرة القدم الاحترافية، عمل نصير مديرًا للكرة لنادي الزمالك لعدة سنوات. كما عمل مدربًا للشباب في فرق شباب الزمالك. انتخب نصير عضوًا في مجلس إدارة الزمالك لأكثر من فترة. توفي في عام 2016 عن عمر يناهز 77 عامًا في الجيزة، مصر.

## الإنجازات
نادي الزمالك
- الدوري المصري الممتاز: 1959–60، 1963–64، 1964–65

- كأس مصر: 1958–59، 1959–60، 1961–62

مصر
- دورة الألعاب العربية: 1965

## روابط خارجية
- نبيل نصير علي موقع أوليمبيديا (الإنجليزية)